# Ones Martenot
 L'Ones Martenot és un instrument de música electrònica inventat l'any 1928 per Maurice Martenot i que sovint interpretava la seva germana, Ginette Martenot.
En el Segle XXI s'assisteix al renaixement d'aquest instrument gràcies a un nou fabricant anglès. En ser Ondes Martenot una marca registrada, els nous fabricants utilitzen altres marques.

## Estructura
Aquest instrument d'oscil·lador electrònic monòdic (és a dir, que no produeix notes simultànies) es caracteritza per les seues sonoritats particulars, que recorden veus procedents de lluny. Es compon de:
- un teclat suspès, que comanda l'altura del so (la seua freqüència) i el vibrato
- una cinta paral·lela al teclat que permet els glissandi
- una tecla d'expressió que es controla amb la mà esquerra i que incideix sobre el volum sonor. Per la pressió menys o més forta s'obtenen les variacions d'intensitat que poden anar del pianissimo al fortissimo. Un colp sec sobre la tecla produeix un so percutit. Hom pot fàcilment fer una analogia entre la tecla d'expressió i l'arc d'un instrument de corda
- un comandament amb diferents timbres per tal de filtrar i modificar el so i fer combinacions
- difusors (altaveus transformats) 
  - principal o D1 : altaveu estàndard de gran potència
  - ressonància o D2 : altaveu muntat darrere dels conjunt amb el fi d'obtenir ressonància acústica
  - gong o D3 : altaveu la membrana del qual ha estat substituïda per un gong, per tal de crear sons metàl·lics
- palma : peça de lutheria sobre la qual es disposen cordes metàl·liques connectades al motor de l'altaveu. Les vibracions transmeses permeten que les cordes entren en ressonància.

## Repertori
Una de les obres més conegudes que fa servir l'instrument i que ha passat a formar part del repertori canònic per orquestra simfònica és la Simfonia Turangalila (1946–48), escrita per Olivier Messiaen. Va ser Ginette Martenot la qui va tocar l'ones a l'estrena de l'obra el 2 de desembre de 1949.
- Repertori clàssic: obres d'Olivier Messiaen, d'André Jolivet, d'Arthur Honegger, d'Edgard Varèse…
- Bandes sonores de pel·lícules: Mad Max, Animatrix, Mars Attacks!,...
- Música popular: Yann Tiersen, Claude-Samuel Lévine, Dominique A, Têtes Raides, Radiohead, Bryan Ferry, Joe Jackson I també Jacques Brel.[3]
- Sèries de televisió: Binchotan

## Videos
- Selecció de vídeos de Thomas Bloch tocan l'ondes Martenot
- Selecció de vídeos sobre les Ones Martenot a YouTube